# 湯姆斯里弗 (新澤西州普查規定居民點)
湯姆斯里弗（英語：Toms River）是位於美國新澤西州海洋縣的普查規定居民點。

## 人口
根據2020年美國人口普查的數據，湯姆斯里弗的面積為105.00平方千米，當中陸地面積為101.00平方千米，而水域面積為4.00平方千米。當地共有人口92830人，而人口密度為每平方千米884.1人。